# Політичний словник
Політичний словник  — галузевий енциклопедичний словник.
Перше видання вийшло у 1971 р. за ред. Г. Шевеля і В.Мазура в Києві, у Головній редакції Української радянської енциклопедії.
Останнє (четверте) видання побачило світ у 1987 р., за ред. В. К. Врублевського, Л. М. Кравчука, А. В. Кудрицького, тиражем 45000, і має 876 с., понад 2500 статей і 185 карт.
У словнику міститься значний матеріал про історію, державний устрій, економіку і культуру всіх країн світу. Вміщено матеріали про партії, діяльність найважливіших міжнародних політичних, економічних, науково-технічних організацій та установ, про важливі міжнародні конференції та угоди. Словник має також пояснення політичних, економічних, філософських та юридичних термінів. У кінці словника вміщено додаток, який складається із статистичних таблиць.